# Heinäsaari (ö i Kymmenedalen, Kouvola, lat 61,02, long 26,62)
Heinäsaari är en ö i Finland. Den ligger i vattendraget Lintukymi och i kommunen Kouvola i den ekonomiska regionen  Kouvola ekonomiska region  och landskapet Kymmenedalen, i den södra delen av landet, 130 km nordost om huvudstaden Helsingfors. Öns area är 0,3 hektar och dess största längd är 110 meter i sydväst-nordöstlig riktning.